# العنف الأسري في تركيا
العنف الأسري في تركيا مشكلة حقيقية .
ما يقارب 40% من السيدات التركيات يعانون من العنف الأسري في إحدى المراحل العمرية . وبذلك تكون تركيا الأعلى بالنسبة للعنف المنزلى من أوروبا و الولايات المتحدة الأمريكية . عام 2013 ، في التقرير العالمى للمساواة بين الجنسين احتلت تركيا المركز 120 من بين 136 دولة.
تعرف الإقامة الجبرية كعقوبة للعنف الأسري . كما يعتقد أن العنف الأسري في تراجع . 